# Pteragogus flagellifer
Pteragogus flagellifer là một loài cá biển thuộc chi Pteragogus trong họ Cá bàng chài. Loài này được mô tả lần đầu tiên vào năm 1839.

## Từ nguyên
Từ định danh của loài trong tiếng Latinh có nghĩa là "cầm roi" (flagellum: "roi da" + fero: "mang, cầm"), hàm ý đề cập đến hai gai vây lưng đầu tiên vươn dài ở cá đực.

## Phạm vi phân bố và môi trường sống
P. flagellifer có phạm vi phân bố ở Ấn Độ Dương - Thái Bình Dương. Từ Biển Đỏ, loài này được ghi nhận trên khắp vùng biển bao quanh bán đảo Ả Rập, trải dài về phía nam dọc theo bờ biển Đông Phi đến Nam Phi, bao gồm Madagascar và các đảo quốc xung quanh đến Nam Ấn Độ và Tây Úc; từ vùng biển Nam Nhật Bản và đảo Đài Loan trải dài đến Nam Việt Nam và các quốc gia thuộc Đông Nam Á hải đảo; phía đông trải dài đến Papua New Guinea, quần đảo Solomon, Vanuatu, New Caledonia, về phía nam đến bờ đông của Úc.
Loài này sống gần các rạn san hô và rạn đá ngầm trên nền đáy đá vụn, hoặc trong các thảm cỏ biển xen lẫn tảo mơ ở độ sâu đến 78 m.

## Mô tả
P. flagellifer có chiều dài cơ thể tối đa được ghi nhận là 27 cm. Thân có màu nâu đỏ lốm đốm các vệt trắng. Hai gai vây lưng đầu tiên vươn dài ở cá đực.
Số gai ở vây lưng: 10; Số tia vây ở vây lưng: 10–12; Số gai ở vây hậu môn: 3; Số tia vây ở vây hậu môn: 9; Số gai ở vây bụng: 1; Số tia vây ở vây bụng: 5.

## Hành vi và tập tính
P. flagellifer thường hay ẩn mình giữa các rạn san hô và trong các bụi tảo. Chúng có tài ngụy trang khéo léo nên rất khó bị phát hiện.